# Eldey
Eldey (i. e. ‘isla de fuego’) es un islote deshabitado a 16 km de la costa de la península Reykjanes, al suroeste de Islandia, al oesudoeste de Reikiavik en la región de Suðurnes.

## Características
Sus acantilados son el hogar de un gran número de aves, incluyendo la mayor colonia de alcatraces en el mundo, con unos 16.000 miembros. La densidad de población es tal, que por falta de espacio no se ven ejemplares no reproductores. Cubre cerca de 3 hectáreas y se eleva hasta 77 m s. n. m.

## Último refugio del alca gigante
A esta isla emigró la última colonia importante de alcas gigantes tras una erupción volcánica en marzo de 1830, que destruyó la isla de Geirfuglasker. Cuando la colonia de Eldey fue descubierta en 1835, solo quedaban cerca de cincuenta individuos. 
Por tratarse de una especie ya muy escasa, y por tanto valiosa para los museos, se pagaban sumas muy elevadas por un ejemplar para disecarlo, o por uno sus huevos. Esto disparó la caza de las pocas aves que quedaban en Eldey. En junio de 1844 un grupo de cazadores locales al servicio de un coleccionista danés acabó con la última pareja.